# أليس أوزوالد
أليس أوزوالد (بالإنجليزية: Alice Oswald)‏ هي كاتِبة وشاعرة بريطانية، ولدت في 1966 في ريدنغ في المملكة المتحدة. فازت أعمالها بجائزة تي إس إليوت في عام 2002 وجائزة غريفين للشعر في عام 2017. في سبتمبر 2017، تم اختيارها كثاني شاعرة مقيمة في راديو بي بي سي 4، خلفا لدالجيت ناغرا. وفي 1 أكتوبر 2019، تولت منصب أستاذة الشعر في أكسفورد.

## وصلات خارجية
- أليس أوزوالد على موقع ميوزك برينز (الإنجليزية)
- أليس أوزوالد على موقع ديسكوغز (الإنجليزية)